# 6 de febrero (canción)
«6 de febrero» –estilizado en mayúsculas– es una canción de la cantautora española Aitana lanzada el 6 de mayo de 2025 como tercer sencillo de su cuarto trabajo de estudio, Cuarto azul.

## Antecedentes y composición
Aitana comenzó a componer la canción entre Los Ángeles y Miami, después de acabar su gira mundial, Alpha Tour y la cancelación de sus conciertos en el Bernabéu.«6 de febrero» cuenta con la producción de Andrés Torres, Mauricio Rengifo y Nicolás Cotton, una letra de la propia Aitana, junto a Andrés Torres y Mauricio Rengifo.
En el documental de Netflix, Aitana: Metamorfosis, estrenado en febrero de 2025, la propia artista muestra el proceso de creación y los primeros borradores de la canción, también comenta que fue escrita después de su segunda ruptura con Sebastián Yatra.En uno de los episodios, se reproduce un fragmento en el que Aitana canta la canción dentro del coche, vídeo que se viralizó rápidamente hasta convertirse en una de sus canción más aclamadas.A pesar del éxito en las redes, la cantante decidió no lanzarla de inmediato. 
No fue hasta el 2 de mayo de 2025, cuando publicó en su Instagram un cartel promocional donde se leía «Este año el 6 de mayo es 6 de febrero». Anunciando así el lanzamiento de la canción para el martes 6 de mayo. La misma noche del estreno, en un video en directo en Instagram, la artista comentó que no tenía pensado publicarla como sencillo del álbum, sino convertirla en el focus track del mismo.

## Promoción

### Videoclip
Durante el mes de abril, la cantante viajó hasta República Dominicana, donde se le vio en un set de grabación. El 5 de mayo de 2025, tres días después de su anuncio oficial, Aitana compartió un avance del videoclip de «6 de febrero» en las redes sociales. El video fue lanzado el 6 de mayo, simultáneamente a la canción en las plataformas digitales. Dirigido por Alfonso Riera y Joaquín Luna, presenta una estética noventera, con imágenes de la cantante disfrutando de momentos con amigas y reflexionando sobre su pasado, después de una aparente ruptura. En el videoclip, se observan escenas que recuerdan al videoclip de «Akureyri», que Aitana y Sebastián Yatra grabaron juntos en Islandia. Por ejemplo, hay planos similares en el interior de un coche, lo que ha llevado a los fans a especular sobre posibles referencias a su relación pasada.
Al finalizar el videoclip se puede ver a Aitana junto a sus dos amigas acostadas en una playa, y a su izquierda, parecía apreciarse la palabra «Bruma», una incógnita que «desató la locura» entre sus fans.

## Posicionamiento en las listas

### Semanales
| Listas (2025)                 | Mejor posición |
| ----------------------------- | -------------- |
| Argentina (Argentina Hot 100) | 27             |
| Argentina (Monitor Latino)    | 3              |
| España (PROMUSICAE)           | 2              |
| Honduras (Monitor Latino)     | 7              |

## Certificaciones
| País   | Organismo certificador | Certificación | Ventas certificadas | Ref.   |
| ------ | ---------------------- | ------------- | ------------------- | ------ |
| España | PROMUSICAE             | Platino       | 100 000             | [ 17 ] |

## Historial de lanzamiento
| Región         | Fecha             | Formato(s)                   | Discográfica          | Ref.   |
| -------------- | ----------------- | ---------------------------- | --------------------- | ------ |
| Varios         | 6 de mayo de 2025 | Descarga digital y Streaming | Universal Music Group | [ 18 ] |
| América Latina | 9 de mayo de 2025 | Airplay                      | Universal Music Group | [ 19 ] |